# No Cav

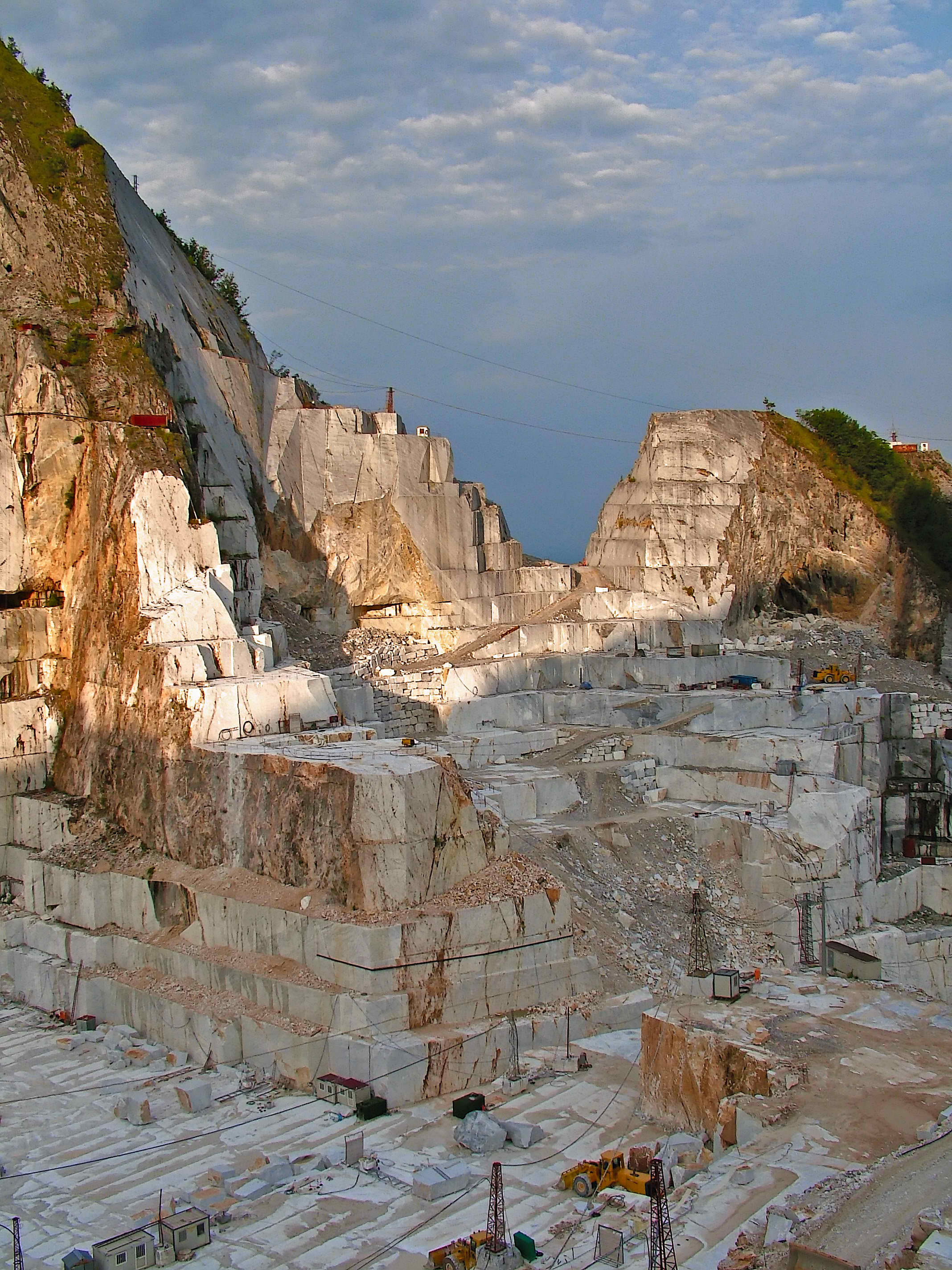
Cava di Gioia (Carrara) és a csúcs formájának ezzel kapcsolatos visszafordíthatatlan módosítása

A No Cav egy újságírói kifejezés egy nagy olasz tiltakozó mozgalom jelzésére, amely a 2000-es évek elején alakult ki, és polgárok egyesületeiből és csoportjaiból áll, amelyeket az Apuai Alpokban található carrarai márványbányák kritikája egyesített.

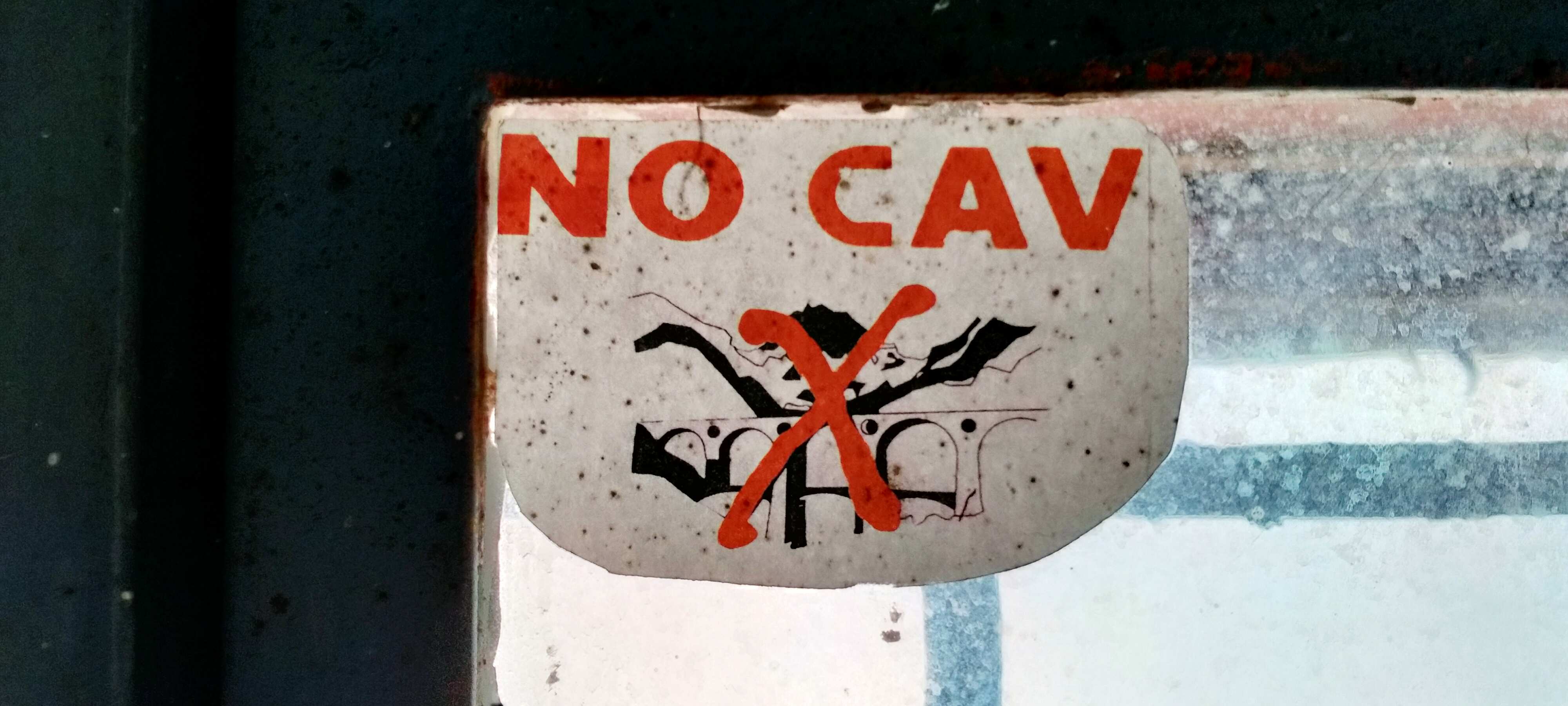
No Cav matrica az Aronte bivaknál (Passo della Focolaccia, Apuai Alpok)

A No Cav kifejezést, amely a "No Cave" (Nem a kőbányákra, angolul – olaszul No Quarries) rövidítése, először az Il Tirreno 2014-es cikkében használták a Salviamo le Apuane bizottság tüntetésén részt vevő aktivisták meghatározására.
A No Cav szimbólum a Carrara magánvasút Vara viaduktjának stilizált fekete-fehér ábrázolásából áll, amelyet egy nagy piros X keresztez, amely felett a „NO CAV” felirat szintén piros, mindez fehér alapon. 
Ez a transzparens, amelynek grafikai kialakítása a No TAV mozgalomra emlékeztet, csak 2020-ban jelent meg egy Gianluca Briccolani környezetvédő által szervezett rendezvényen, aki a következő évben Claudio Grandival és másokkal együtt megalapította volna a Apuane Libere egyesületet.  
Ezt a szimbólumot és a "No Cav" definícióját nem használja vagy fogadja el a mozgalom minden csoportja, és sokan inkább pontosabb kifejezésekkel határozzák meg magukat.

## Fordítás
Ez a szócikk részben vagy egészben  a   No Cav című olasz Wikipédia-szócikk ezen változatának fordításán alapul.  Az eredeti cikk szerkesztőit annak laptörténete sorolja fel. Ez a jelzés csupán a megfogalmazás eredetét és a szerzői jogokat jelzi, nem szolgál a cikkben szereplő információk forrásmegjelöléseként.